# جنوب أثينا
جنوب أثينا إحدى مقاطعات اليونان. وتضم المدن التالية:
- آغيوس ديمتريوس
- آليموس
- إلينيكون-أرغيروبولي، وتشمل أرغيروبولي وإلينيكون
- غليفاذا
- كاليثيا
- موسكاتون-طافروس وتشمل موسكاتون وطافروس
- نيا سميرني
- باليو فاليرو

حتى العام 2010 كانت مقاطعة «جنوب أثينا» واحدة من أربع مناطق في التنظيم الإداري الملغي «لمقاطعة أثينا» والتي كان يشار إليها ب «أثينا الكبرى». كانت هذه المقاطعة أكثر مقاطعات اليونان كثافة سكانية في ذلك الوقت. ضمَت 2,664,776 نسمة (عام 2011)، على مساحة 361 كم2.

## روابط داخلية
- قسم التنظيم الإداري لمدينة أثينا عاصمة اليونان